# 辉喉蜂鸟
，是雨燕目蜂鸟科的一种鸟类。
辉喉蜂鸟体重约4.9克，翼长约52.3毫米，嘴峰长约22.2毫米，喙宽度约2.3毫米，喙厚度约2.4毫米，跗蹠长约4.5毫米，尾长约30.2毫米。辉喉蜂鸟在其分布区内为留鸟，其栖息在半开放的高大树木组成的森林中，食性为草食性，主要食物来源是植物的花蜜。

## 亚种
- ：分布于哥伦比亚极东北地区至委内瑞拉北部。
- ：分布于委内瑞拉东北部至圭亚那和巴西亚马逊河以北的地区。
- ：分布于安第斯山脉以东的哥伦比亚。
- ：分布于哥伦比亚东南部和厄瓜多尔东部。
- ：分布于秘鲁东北部。
- ：分布于玻利维亚东部和亚马逊以南的巴西。
- ：分布于巴西东南部沿海地区（圣埃斯皮里图州至南里奥格兰德州）[4]。